# کارلوویتسه (ناحیه زلین)
کارلوویتسه (به چکی: Karlovice) یک منطقهٔ مسکونی در جمهوری چک است که در ناحیه زلین واقع شده‌است. کارلوویتسه ۲٫۰۷ کیلومتر مربع مساحت و ۲۲۳ نفر جمعیت دارد و ۳۱۵ متر بالاتر از سطح دریا واقع شده‌است.